# Passeig de Gràcia (metropolitana di Barcellona)
Passeig de Gràcia è un nodo intermodale situato nel sottosuolo di Barcellona, all'incrocio tra Passeig de Gràcia e la Gran Via de les Corts Catalanes. È punto di interscambio delle linee L2, L3 e L4 della metropolitana, e inoltre è stazione anche della Linea 2 delle Cercanías di Barcellona; inoltre sei linee della media percorrenza renfe fermano in questa stazione: Ca-1, Ca-2, Ca-3, Ca-4a, Ca-6 e R-42. In superficie passano varie linee di autobus della rete di TMB.